# Schkeuditz
Schkeuditz (pronunciación en alemán: /ˈʃkɔɪ̯dɪt͡s/ⓘ) es un pueblo ubicado en el distrito de Sajonia Septentrional, en el Estado Libre de Sajonia, Alemania. Está situado en la ribera del río Weiße Elster, 12 km a noroeste de Leipzig. El Aeropuerto de Leipzig/Halle está situado en Schkeuditz. También se sitúa un centro de procesamiento de cartas de la región de Leipzig.

## Desarrollo de la población

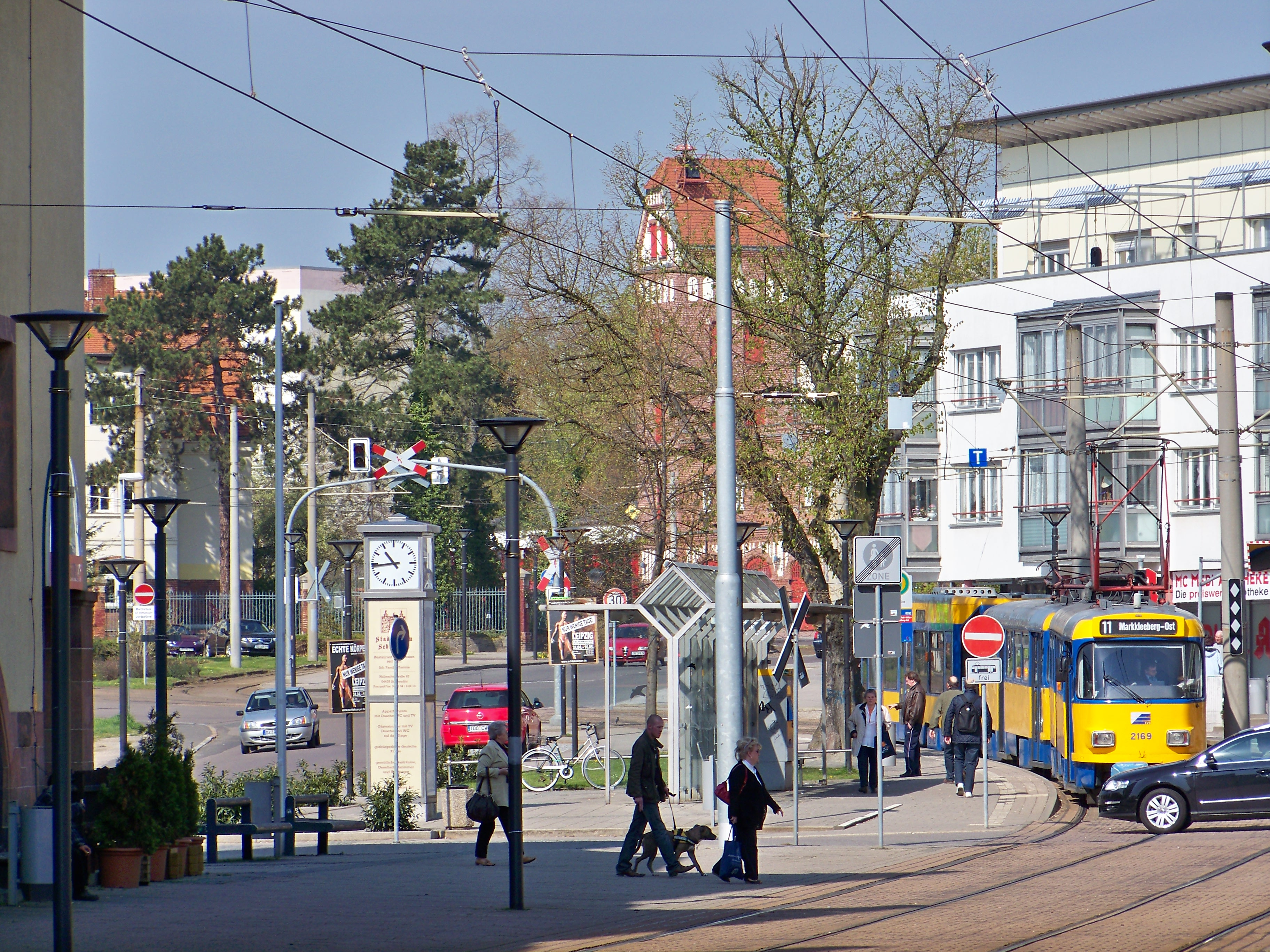
Centro del pueblo

El crecimiento de la población en el tiempo se observa en la siguiente tabla. Como muchos pueblos del este de Alemania, la población es menor ahora que justo después de la reunificación.
| - 1885: 4,592 - 1910: 7,462 - 1925: 7,936 - 1933: 13,548 - 1939: 14,846 | - 1950: 18,913 - 1971: 16,392 - 1981: 14,208 - 1988: 15,173 - 1990: 19,473* | - 1998: 17,285 - 2001: 19,027 - 2003: 18,702 - 2005: 18,594 - 2007: 18,150 | - 2011: 17,413 - 2012: 16,877 - 2013: 16,961 - 2017: 17,587 |

*Usando los límites actuales del pueblo. Los límites se han expandido a lo largo del tiempo como se muestra en el siguiente gráfico.

## Anexiones
| Antiguo distrito | Fecha                   | Nota                                              |
| ---------------- | ----------------------- | ------------------------------------------------- |
| Bienitz          | 1° de enero de 2000     | Solo Dölzig y Kleinliebenau                       |
| Dölzig           | 1° de enero de 1994     | Fusionado con Burghausen y Rückmarsdorf a Bienitz |
| Freiroda         | 1° de marzo de 1994     | Fusionado con Radefeld                            |
| Gerbisdorf       | 1° de diciembre de 1972 | Fusionado con Freiroda                            |
| Glesien          | 1° de enero de 1999     |                                                   |
| Hayna            | 1° de julio de 1973     | Fusionado con Radefeld                            |
| Kleinliebenau    | 1° de enero de 1957     | Fusionado con Dölzig                              |
| Kursdorf         | 1° de enero de 1994     |                                                   |
| Lössen           | 1° de julio de 1950     | Fusionado con Wolteritz                           |
| Radefeld         | 1° de enero de 1999     | Escisión parcial de Leipzig                       |
| Wehlitz          | 1° de julio de 1950     |                                                   |
| Wolteritz        | 1° de marzo de 1994     | Se anexa Radefeld                                 |

## Ciudades hermanadas
Schkeuditz está hermanada con:
- Bühl (Baden)
- Oslavany
- Seelze
- Villefranche-sur-Saône